# 澤井健
澤井 健（さわい けん、1965年 - ）は、日本の漫画家、イラストレーター。

## 経歴
1986年、『ガラステーブルの下の眼』で小学館ビッグコミック賞を受賞。翌年『ビッグコミックスピリッツ増刊』より『愛咬癖の女』でデビュー。数作の読み切りを発表した後、『ビッグコミックスピリッツ』にて初連載作『医院じゃないの?』を発表する。1990年から連載した『イオナ』で注目を浴び、ポップな画風を使ったギャグ漫画家として人気を博す。
2000年代に入ると、漫画家からイラストレーターへ転身。『週刊文春』連載の町山智浩のコラム『言霊USA』のイラストレーションで知られている。『映画秘宝』で連載していた映画女優に関するイラストエッセイは2013年に『スターすっぱだか列伝 《女優編》 2006~2012』としてまとめられた。
映画好きで知られ、漫画家時代からハリウッド映画風のゴージャスな美人画を得意としているが、『ZAITEN』では政治風刺イラストを連載している。2020年2月号（新年号）のゲスト表紙で、志村けんのバカ殿に扮する安倍晋三夫妻が「アイーン！」のポーズ、ダチョウ倶楽部の三人に扮する麻生太郎、菅義偉、二階俊博が「ヤー！」のポーズをした風刺イラストが評判になったことから、2022年11月号からはレギュラーで表紙イラストを担当している。

## 漫画
- イオナ （全9巻） - 文庫版全6巻、電子版全6巻（文藝春秋）
- サーフサイドハイスクール（全5巻） - 完全版全3巻（小学館クリエイティブ）
- 華族な人々（全2巻）
- 表萬家裏萬家（全2巻）
- La calaca（全1巻）
- 医院じゃないの？

## イラストレーション
- ジョボビッチもロドリゲスも女優の名前
- スターすっぱだか列伝 《女優編》 2006~2012